# 約瑟芬·赫爾
約瑟芬·赫爾（英語：Josephine Hull，1877年1月3日—1957年3月12日），美國女演員，曾獲得金球獎最佳電影女配角、奧斯卡最佳女配角獎。